# Шосе Гонкі-Тонк
«Шосе Гонкі-Тонк» (англ. Honky Tonk Freeway) — комедійний бойовик.

## Сюжет
Мешканці невеликого містечка у Флориді, Тіклоу, вбили собі в голову, що на новому супершвидкісному шосе не буде з'їзду в їх містечко, щоб туристи могли зупинитися і витратити тут свої грошики. Мер Тіклоу намагається підкупити чиновників, щоб ті провели шосе поблизу містечка, але ті його відверто обманюють ще раніше.

## У ролях
- Девід Раш — Едді Вайті
- Пол Джабара — Ті Джей Тарус
- Говард Гессеман — Снаппер
- Тері Гарр — Еріка
- Дженн Томпсон — Делія
- Пітер Біллінгслі — Маленький Біллі
- Бо Бріджес — Дуейн Гансен
- Беверлі Д'Анджело — Кармен Одесса Шелбі
- Деніел Стерн — подорожній
- Сандра МакКейб — повія
- Селія Вестон — Грейс
- Дебора Раш — Сестра Марія Магдалина
- Джеральдін Пейдж — Сестра Мері Клеріс
- Джордж Дзундза — Юджин
- Джо Гріфазі — Освалдо
- Г'юм Кронін — Шерм
- Джессіка Тенді — Керол
- Френсіс Лі МакКейн — Клер Кало
- Ренні Рокер — шериф
- Вільям Дівейн — мер Кірбі Т. Кало
- Рон Фрезіер — Кірк
- Джеррі Гардін — губернатор
- Джон Ештон — Отто Кемпер
- Джон С. Бечер — Брендон С. Дешер
- Еліс Бердслі — Бетті Бу Редлі
- Девіс Робертс — Джеймс
- Лоретта Туппер — міс Барбатті
- Френсіс Бей — місіс Левеновскі
- Роллін Моріяма — містер Нагакі
- Кіміко Хіросіґе — місіс Нагакі
- Джеймс Стейлі — помічник губернатора
- Шеллі Бетт — Шарлотта
- Джейсон Д. Келлер — Денні Гансен
- Шейн Келлер — Джим Гансен
- Келлі Ланж — грає саму себе
- Кент Вільямс — гість Келлі
- Арнольд Джонсон — Bank Bum
- Ненсі Парсонс — Аліса
- Джессіка Рейнс — Мері
- Енн Ріслі — акторка в банку
- Гелен Генфт — леді з сумкою
- Дон Морган — хлопець на джипі
- Пол Кінен — хлопець на джипі
- Роберт Стоунмен — хлопець на джипі
- Ренді Нортон — хлопець на джипі
- Аль Корлі — злодій
- Мерфі Данн — злодій
- Лео Берместер — завідувач моргу
- Джеффрі Комбс — Drive-In касир
- Джек Мердок — Ріно Вранглер
- Енн Коулмен — готельний клерк
- Гордон Гайт — Кевін
- Джек Тібо — конвенціонер
- Марта Геман — подорожній
- Джордж Соломон — офіціантка
- Дік Крісті — автомеханік
- Аніта Данглер — продавчиня
- Мегс Кевено — продавчиняя
- Глорія ЛеРой — офіціантка рибного ресторану
- Елісон Браун — автосалочниця
- Гарві Льюїс
- Гайден Мелоні Мазман — Ліла
- Рік Вільямсон — конвенціонер

в титрах не вказані
- Бред М. Баклін — турист
- Джо Енн Діарінг — акторка
- Лоїс Гамільтон
- Кен Філліпс — Ді-джей
- Енн Ремсі — ТБ шеф
- Джозеф Шеппард — водій вантажівки в туалеті